# Schallum
Schallum war kurzzeitig König von Israel. Seine Regierungszeit wird auf das Jahr 745 v. Chr. (Albright) bzw. 752 v. Chr. (Thiele) datiert.

## Etymologie
Der hebräische Personenname שַׁלּוּם šallûm „Schallum“ ist die Kurzform eines Verbalsatznamens, dessen Subjekt (und zugleich theophores Element) ausgefallen ist. Sein Prädikat leitet sich von der Verbwurzel שׁלם šlm ab, deren Bedeutung im Pi‘‘el „ersetzen“ ist. Der Name lässt sich demnach als „(Gott) hat ersetzt“ übersetzen. Die Septuaginta gibt den Namen als Σελλουμ Sellum wieder, die Vulgata als Sellum.

## Biblische Erzählung
Dem Bericht in 2 Kön 15  zufolge kam Schallum, der Sohn des Jabesch, an die Macht, indem er Secharja ermordete, nachdem dieser nur sechs Monate regiert hatte. Doch auch Schallum war nur einen Monat lang König in Samaria, ehe er von Menahem, dem Sohn des Gadi, gestürzt und ermordet wurde.